# Hahnia clathrata
Hahnia clathrata là một loài nhện trong họ Hahniidae.
Loài này thuộc chi Hahnia. Hahnia clathrata được Eugène Simon miêu tả năm 1898.